# Akantolýza
Akantolýza je ztráta mezibuněčných spojů mezi keratinocyty v horní vrstvě pokožky. Vytvoří se puchýř naplněný mezibuněčnou tekutinou s uvolněnými keratinocyty. Najdeme ji například u vzácného onemocnění Pemphigus vulgaris.